# Okręty zaopatrzeniowe typu Rhön
Okręty zaopatrzeniowe typu Rhön (typ 704) – typ dwóch niemieckich okrętów zaopatrzeniowych służących w Deutsche Marine od 1977 roku.
Jednostki zbudowane zostały w latach 70. w stoczni Krögerwerft w Rendsburgu jako cywilne zbiornikowce „Okapi” i „Okene”. W 1976 roku zostały nabyte przez niemiecką marynarkę wojenną od liberyjskiej spółki Bulk Acid Carriers, a w roku następnym wcielone do służby jako „Rhön” (ex-„Okene”) i „Spessart” (ex-„Okapi”).
Okręty mogą zabrać na pokład około 11 500 m³ ładunku. Ich załogę stanowi liczący 42 osoby personel cywilny.

## Okręty
- „Rhön” (A1443)
- „Spessart” (A1442)